# Reijo Taipale
Reijo Taipale (ur. 9 marca 1940 w Miehikkälä, zm. 26 kwietnia 2019 w Helsinkach) – fiński piosenkarz muzyki pop, aktywny muzycznie od końca lat 50.. Wiele jego albumów zyskało status złotej i platynowej płyty.
Taipale urodził się w Miehikkälä w Finlandii. W latach 70. ściśle współpracował z Eino Grönem, wydając cztery wspólne albumy oparte na tangu.
Taipale zmarł na demencję w Helsinkach 26 kwietnia 2019 roku w wieku 79 lat.

## Dyskografia
- 1966: Reijo
- 1968: Reijo Taipale
- 1970: Ethän minua unhoita
- 1971: Unto Monosen muistolle (z Eija Merilä i Esko Rahkonen)
- 1973: Kahden kanssasi
- 1975: Amado mio
- 1975: Reijon taipaleelta
- 1976: Juhlakonsertti
- 1976: Muistoja ja tunteita
- 1977: Angelique
- 1978: Juhlavalssit
- 1979: Unohtumaton ilta
- 1980: Kaipaan sua
- 1981: Olen saanut elää
- 1982: Elämän parketeilla
- 1984: 25 vuotta taipaleella
- 1986: Ruusu joka vuodesta
- 1987: Rakkauskirje
- 1987: Kotiseutuni − Muistojen Miehikkälä (z Kalevi Korpi & Erkki Pärtty)
- 1989: Virran rannalla
- 1990: Tulisuudelma
- 1990: Elämän tanssit
- 1991: Olit täysikuu
- 1992: Taas kutsuu Karjala
- 1992: Toivo Kärjen kauneimmat tangot
- 1992: Kulkukoirat (z Topi Sorsakoski)
- 1993: Soita kitara kaipaustani
- 1993: Onnen maa
- 1994: Unta näin taas